# Поднепровье (Беларусь)
Поднепровье (бел. Падняпроўе) — историко-этнографический регион Беларуси. Расположен на востоке республики, занимает Могилёвскую, часть Витебской и Гомельской областей. На севере по водоразделу Днепра и Западной Двины граничит с Поозерьем, на западе по левобережью Березины и Днепра — с Центральной Беларусью и Восточным Полесьем.
Лингвистическая карта Беларуси отмечает диалектные особенности говоров Поднепровья, которые выдвинуты в восточно-могилевскую группу северо-восточного диалекта белорусского языка. Неоднородность культурных ландшафтов позволяет выделить в Поднепровье несколько локальных районов (подрайонов): левобережье и правобережье Днепра, Посожье и Березинский район — с присущим каждому из них комплексом местных этнокультурных признаков.

## История
В древнерусский период (IX—XII века) шёл интенсивный процесс стирания племенных этнокультурных различий, слияние славянских племен в единую народность. Этому в значительной степени способствовали равнинный рельеф и днепровская система судоходных рек, которые играли важную роль во внутренних и внешних культурно-экономических связях. Историческая судьба Поднепровья была связана с древним Киевом и с историей других восточно-славянских земель.
Этнокультурный комплекс, фольклорные традиции и народные говоры Поднепровья имеют много общих черт с соседней Смоленщиной и западной Брянщиной (в XII веке значительная часть Поднепровья входила в Смоленское, южная — в Черниговское княжества). В то время в Поднепровье находились важные административные и экономические центры: Копысь, Орша, Друцк, Мстиславль, Пропошеск (в настоящее время Славгород), Кречут, Лучин, Гомель, Рогачёв, Чечерск и другие. В конце XII века из Смоленского выделилось Мстиславское княжество, которое к середине XIV века вошло в состав Великого княжества Литовского, но сохраняло в нём определённую автономию.
На ранних средневековых картах Европы (карты Н. Кузана — конец XV — начало XVI века, С. Мюнстера — 1540) левобережная часть Поднепровья указано под названием Белая Русь. На более поздних картах (Т. де Боплана, Я.Сандарта — вторая половина XVII века, Т. Китхина — 1740, и других). Белая Русь локализована уже в верхнем Поднепровье и Поозерье. Такое определение Белой Руси сохранилась до середины XIX века, когда окончательно было расширено (из-за общности исторической судьбы и этнической культуры) на всю территорию современной Беларуси. После первого раздела Речи Посполитой (1772) Поднепровье присоединено к России, на его землях образована Могилёвская губерния, которая в основном совпадала с границами региона. После 1917 года и образования БССР Поднепровье с 1924 года вошло в состав БССР (Гомельский и Речицкий уезды были присоединены в 1926).

## Хозяйственные занятия
Сельские поселения обычно располагались по берегам небольших рек и в междуречье. На характер расселения влияло соседство с водными путями, плодородие местных почв. Наиболее густо заселенной и аграрно развитой была левобережная часть Поднепровья, в частности, Оршанско-Могилёвской равнина. Смешанные сосново-лиственные леса и дубравы, которые покрывали эту территорию, в XVIII — начале XX века на значительных площадях были вырублены, и на их месте образовались массивы окультуренных земель. Относительно благоприятные почвенно-климатические условия способствовали распространению хлеборобства. Из технических культур сеяли лён и коноплю. Агрокультура Поднепровья имела региональные черты, что проявлялось в способах и приёмах обработки почвы, местных вариантах земледельческих орудий (сох, льномялок, борон), формах феодальной ренты и других аспектах.
На лесных территориях заметным подспорьем в хозяйстве были добывающие промыслы. Часть населения занималась отхожим промыслом в соседних губерниях России. В Гомельском уезде (преимущественно в современном Ветковском районе) было много поселенцев-староверов, которые селились здесь с 1685 года. Многие из них занимались извозом, вождением судов, строительством, ткачеством, пчеловодством. Часть — торговлей и коммерцией (брали в аренду сады, скупали у местных крестьян сушёные грибы, ягоды, мёд, воск, торговали лесом, хлебом, солью).

## Поселения
Сельские поселения в сравнении с соседним Поозерьем отличались большими размерами (15-30 усадеб) и выраженой уличной планировкой. Замкнутые или Г-образные усадебные застройки располагались по обеим сторонам улицы, которая имела очерченную центральную часть и концы. Улица огораживалась по бокам и заканчивалась нередко с обоих концов широкими воротами, которые закрывались на ночь.
Среди малодворных поселений были распространены застенки.
После отмены крепостного права наблюдалась миграция населения на запад, в лесные районы бассейна Березины, где возникали новые поселения. Переселенцы приносили с собою производственный опыт и этнокультурные традиции, приспосабливая их к местным условиям; ставили добротные дома и хозяйственные постройки, обносили их прочным забором с воротами на улицу.
Распространенные типы планировки традиционного жилища: хата + сени + клеть, хата + сени + хата, хата + тристенок. Последний выполнял роль сеней, нередко (если в нем ставили печь) превращался в жилое помещение. Амбар для зерна ставили напротив дома. Хлев примыкал к жилью через навес или располагался в глубине двора. Среди вспомогательных помещений истопки встречались редко, вместо них в Поднепровье были распространены функционально близкие погреба. Просторные гумна с крышами на сохах имели сушилку, обычную или двухъярусную с ямной печью. Более заметная континентальность климата, наличие сушилок при гумнах, как и хорошая проветриваемость последних, делали ненужными озероды, которые здесь были редким явлением. Для сушки льна чаще использовали бани, которые имели продольную крышу, опирающуюся с одной стороны на два столба, образуя навес.
Конструкционная основа жилищных построек — сруб из круглых бревен, связанных в простой угол с остатком, на стандартной основе. Крыши на лемягах (закотом) и стоянках (позже — на стропилах) крыли соломой «под колос», реже — комлем вниз («под гребёнку»). В районах, богатых лесом (Рогачёвский, Быховский, Климовичский, Чериковский уезды), распространились крыши, крытые досками, дором, дранкой (щепой). Определенным архитектурным обликом и организацией интерьера отличалось народное жилище на юге региона. Красочной декоративностью выделялась ветковская резьба, которой украшали фронтоны, наличники, карнизы, пороги, ворота и калитки.

## Народная одежда
Народная одежда Поднепровья воплотила древние черты, присущие традиционному костюму славянских народов, претерпев определённое влияние восточных и европейских костюмов. Типичная верхняя одежда — слегка приталенные тулупы и широкополые свитки светло-серого цвета со стоящим воротом без пуговиц (подвязывался вокруг талии шерстяным плетёным поясом), а также кафтан-армяк типа бурноса, укороченная полусвитка и шубка (полушубок). В традиционной женской одежде ещё в начале XX века бытовали древние понёвы, узорные андараки, сшитые с безрукавкой-гарсетом (лифом), и саяны, аналогичные русским сарафанам. Женские рубахи шили с плечевыми вставками (поликами), нагрудная часть которых выполнялась из более тонкого кужельного полотна. Их украшали вышивкой и тканым орнаментом красного или комбинированного (красного с черным) цветов (могилевский строй, краснопольский строй), отделывали соколеньем (прорезной вышивкой), складками (буда-кошелёвский строй). Самобытным узорно-декоративным стилем украшения отличается одежда южных районов (неглюбский строй). В орнаменте праздничной одежды и тканей доминировали относительно крупные геометрические узоры, в Посожье чаще встречались растительные мотивы. В узорном ткачестве применялась браная техника, в производстве андараковой ткани преобладала двуниточное ткачества. Своеобразными приёмами отделки выделяются традиционные тканые неглюбские и буда-кошелёвские рушники.

## Керамика и посуда
Керамика региона имеет характерные особенности. Посуда из красной глины с тонкими стенками отделывалась по горловине или плечикам волнистыми поясками, которые наносились заостренным прутком по сырой глине. Посуда отличалась легкостью и грациозностью.